# Zabok
Zabok je naselje na Hrvaškem, ki upravno spada pod Krapinsko-zagorsko županijo.

## Zgodovina
Ime Zabok se v starih listinah prvič omenja leta 1335 v neki darilni listini ogrsko-hrvaškega kralja Karla I. Večji razvoj kraja  pa se je pričel po izgradnji železniške proge. Gradnja  poznobaročne župnijske cerkve sv. Jelene Križarice se je pričela leta 1782, s freskami je bila poslikana 1788, končana pa leta 1828. Tu stojita tudi dva dvorca. Prvi imenovan Dvorec Gjalski je menjal več lastnikov, od 19. stoletja je bil v lasti družine Babić iz katere izhaja  tudi književnik Ljubo Babić, bolj znan s skrivnim imenom Ksaver Šandor Gjalski. Dvorec Brešćak pa je leta 1892 zgradil grof Kulmer. V tem dvorcu je leta 1947 pričela delovati Dječja bolnica za plučne bolesti.

## Demografija
| Pregled števila prebivalcev po letih | Pregled števila prebivalcev po letih | Pregled števila prebivalcev po letih | Pregled števila prebivalcev po letih | Pregled števila prebivalcev po letih | Pregled števila prebivalcev po letih | Pregled števila prebivalcev po letih | Pregled števila prebivalcev po letih | Pregled števila prebivalcev po letih | Pregled števila prebivalcev po letih | Pregled števila prebivalcev po letih | Pregled števila prebivalcev po letih | Pregled števila prebivalcev po letih | Pregled števila prebivalcev po letih | Pregled števila prebivalcev po letih |
| ------------------------------------ | ------------------------------------ | ------------------------------------ | ------------------------------------ | ------------------------------------ | ------------------------------------ | ------------------------------------ | ------------------------------------ | ------------------------------------ | ------------------------------------ | ------------------------------------ | ------------------------------------ | ------------------------------------ | ------------------------------------ | ------------------------------------ |
| 1857                                 | 1869                                 | 1880                                 | 1890                                 | 1900                                 | 1910                                 | 1921                                 | 1931                                 | 1948                                 | 1953                                 | 1961                                 | 1971                                 | 1981                                 | 1991                                 | 2001                                 |
| 281                                  | 319                                  | 361                                  | 511                                  | 566                                  | 600                                  | 610                                  | 681                                  | 1020                                 | 1149                                 | 1454                                 | 2331                                 | 2557                                 | 2881                                 | 2859                                 |